# フィリピン連邦党
フィリピン連邦党（フィリピンれんぽうとう、タガログ語: Partido Federal ng Pilipinas (PFP)、英語: Federal Party of the Philippines）は、フィリピンの全国政党。2022年フィリピン大統領選挙において地すべり的勝利をおさめたボンボン・マルコス大統領が議長を務めている。2022年フィリピン総選挙の選挙戦において、PFPは、ラカスCMD、改革のための連合 (HNP)、フィリピン大衆の力 (PMP) と連合体ユニチームを組み、他党からの候補者も招き入れて選挙戦を戦った。
2018年に結成されたPFPは、当時の大統領ロドリゴ・ドゥテルテを支持し、フィリピンにおける連邦主義を主張した。

## 歴史

### 結党初期：2018年–2021年
フィリピン連邦党は、2018年はじめにロドリゴ・ドゥテルテ大統領の支持者たちによって結成され、2016年フィリピン大統領選挙においてドゥテルテの選挙運動を支えた団体 MRRD-NECC（Mayor Rodrigo Roa Duterte-National Executive Coordinating Committee：ロドリゲス・ロア・ドゥテルテ市長＝全国執行調整委員会）や、ドゥテルテの政党であったフィリピン民主党・国民の力 (PDP-Laban) の元党員らが参加した。この党は、2018年10月5日に選挙委員会 (COMELEC) から正式に、全国政党としての認定を受けた。内務地方自治省の元次官で MRRD-NECC のメンバーであった、ジーザス・"ジェイヴィ"・ヒンロー・ジュニア (Jesus "Jayvee" Hinlo Jr.) が初代党首となり、同じく MRRD-NECC のメンバーであった農地改革長官のジョン・カストリキオネスが党の創設者と位置付けられた。カストリキオネスは、2019年フィリピン元老院選挙に際してヒンローが元老院議員候補となった際に、ヒンローを継いで党首となった。PFP は、ドゥテルテに党の議長に就任することを求めた。
2019年の選挙において、PFPから出馬したおもな政治家には、E・R・エヘルシト、レイナルド・ウマリ、ジョイ・ベルモンテ、ドニャ・テソロらがいた。2019年フィリピン総選挙の際には、代議院に6議席を確保したのをはじめ、238名の党員たちが選挙を通して公職に就いた。南コタバト州知事に選出されたレイナルド・タマヨ・ジュニアが、新たに党首の座に着いた。

### ボンボン・マルコス時代：2021年以降
2021年9月、2022年フィリピン大統領選挙に向け、党は全会一致してボンボン・マルコスを大統領候補に指名した。マルコスは10月5日に入党し、議長となった。翌日、マルコスは候補者となることを受諾した。この時点では正式な副大統領候補はいなかったが、PFP はドゥテルテの娘で、ダバオ市長を務めラカスCMDに所属していたサラ・ドゥテルテを、マルコスと組む副大統領候補とした。PFPは、ラカスCMD、改革のための連合 (HNP)、フィリピン大衆の力 (PMP) とともに、連合体ユニチームを結成した。
2021年12月、真のPFP執行部であると自称するグループが、マルコスに対して、立候補資格がないとする訴えを起こした。このグループのリーダーであったフィリピン・ムスリム国家委員会委員のアブカバル・マンゲレン (Abubakar Mangelen) は、自分こそがPFPの真の議長であり、マルコスの指名は、事前に党の執行部内に相談も周知もされていなかったとして、「無効 (invalid and void)」だと主張した。党の総書記 (Secretary-General) であったトンプソン・ランションは、2021年9月18日に開催された直近の党大会において、マンゲレンは議場の任を解かれており、代わってマルコスが同意の上で議長となったとし、また、マンゲレンの党籍も残されていると述べた。しかし、マンゲレンは、この主張を否定し、選挙委員会 (COMELEC) に提出された登録請願が示すように、自分こそが正当に選出された議長であり、マルコスを党の指導者とするために適切な法的手続きによらず自分を議長の座から降ろした PFP の党員たちを糾弾した。2022年2月10日、COMELEC は、マルコスに対する立候補資格無効の訴えについて、「無益 (lack of merit)」としてこれを却下した。2月14日、マンゲレンは COMELEC に再検討を求める訴えを起こしたが、「大合議 (en banc)」による検討を経て、最終的には選挙の翌日に棄却された。
2022年3月30日、イリガン市でおこなわれた選挙運動のデモ行進において、マンゲレンが率いた一派は、マニラ市長で民主行動党のイスコ・モレノへの支持を表わした。この支持の動きは、この時点でフィリピン民主党・国民の力の党員となっていたカストリキオネスの賛同と支持を得、カストリキオネスもこの行進に加わった。マルコス支持派のランションは、マンゲレン派の行動を「耐えがたい (irresponsible)」、「偽物 (fake)」だとし、マンゲレンを「詐称者 (impostor)」と呼んだ。しかし、マンゲレン側に立ったカストリキオネスは、マンゲレンこそが「真の議長 (true chairman)」だと述べた。4月19日、マンゲレン派は、「わが国と民主主義にとって最大の脅威であるフェルディナンド・マルコス・ジュニア (the greatest threat to our country and our democracy, Ferdinand Marcos Jr.)」を打ち負かす「より強力な (more formidable)」運動だとして、副大統領候補として支持する相手をレニー・ロブレドに切り替えた。
5月25日、ボンボン・マルコスとサラ・ドゥテルテは、フィリピンの国会において、大統領選の当選者として承認された。1987年に制定されたフィリピン憲法の下で、正副大統領がいずれも過半数の得票を得て選出されたのは、初めてのことであった。

## イデオロギーと政治的立場
PFP は、フィリピンの単一国家としての統治形態を、連邦制に改めることを目指している。
党の顧問であるジョージ・ブリオネス (George Briones) は、PFP について「普通の人...貧しい...草の根...の党 (a party of the common man.... of the poor.... of the grassroots)」と説明しており、党の夢は「違法薬物、腐敗、犯罪、暴動、貧困のない社会 (a society that is free of illegal drugs, free of corruption, free of crime, free of insurgency and free of poverty)」であると述べた。党首であるレイナルド・タマヨ・ジュニアによれば、PFP の原則は、ヒューマニズム、愛国的連邦主義、啓蒙的社会主義、直接民主主義であるという。彼はまた、PFP が、「人間の尊厳を尊重し、すべてのフィリピン人の間の平等を切望していく (values human dignity and will aspire for equality among all Filipinos)」との宣言している。党のスローガンは、「人間の尊厳にふさわしい価値のある生活をすべてのフィリピン人に (a life worthy of human dignity for every Filipino)」である。
PFPによる海外フィリピン人労働者国際問題員会 (PFP-OFW International Affairs Committee) は、技能、訓練、福祉、年金、健康保険、奨学金、その他の支援策を含む、海外フィリピン人労働者 (OFW) のための長期計画を提唱している。
政治学者のジュリオ・C・ティーハンキーは、PFP を、ロドリゴ・ドゥテルテ大統領時代に生まれた新たな権威主義政党のひとつと分類している。

## 歴代党首
- ジーザス・"ジェイヴィ"・ヒンロー・ジュニア（2018年）[7][11]
- ジョン・カストリキオネス（2018年-2019年）[11]
- レイナルド・タマヨ・ジュニア（2019年-）[13]